# Sveta Skolastika
Sveta Skolastika (Nursija, oko 480. – Monte Cassino, 10. veljače 543.), redovnica, osnivačica ženske grane beneditkinskog reda i svetica.

## Životopis
Rođena je oko 480. godine u Nursiji (danas: Norcia) u Umbriji, u srednjoj Italiji. U 6. stoljeću papa sv. Grgur Veliki (590. – 604.) u svojim Dijalozima govori da je ona bila sestra - rođena od istih roditelja - sv. Benedikta, utemeljitelja benediktinaca; u kasnijim izvorima se navodi da je ona bila blizanka sv. Benedikta.
U blizinu samostana koje je vodio sv. Benedikt, osnovala je sv. Skolastika ženski samostan, u kojemu je život u molitvi i radu bio ustrojen po uzoru na pravila koja je sv. Benedikt uspostavio za muške redovnike. Nakon uspostave muškog samostana (opatije) u Monte Cassinu, vodila je sv. Skolastika ženski samostan u 7 km udaljenoj Piuramoroli. U samostanu je sv. Skolastika na višoj razini poticala šutnju: izuzev najnužnijih stvari, govor se sastoji od molitve i razgovora o Bogu.
O njenom životu je malo zabilježeno. Poznatija je anegdota o posjetu njenoga brata ženskom samostanu kojega je ona predvodila. Kada se on krenuo spremati da se vrati u svoj samostan, zamolila je sv. Skolastika svojega brata da ostane - što je on odbio, jer je Pravilo koje je on sam napisao nalagalo redovnicima da se u svoj samostan moraju vratiti najkasnije do mraka. Sveta Skolastika se obratila Bogu da joj on zadrži brata još malo, kada već brat odbija: nastalo je odmah veliko nevrijeme s grmljavinom, pa je Benedikt morao prenoćiti kod svoje sestre. Stoga se sv. Skolastiku, koja je inače zaštitnica časnih sestara koje žive u zatvorenim samostanima, do danas zaziva za zaštitu kod grmljavine.
Nakon smrti, bila je sv. Skolastika sahranjena 543. godine u grob u Monte Cassinu, priređen za njenog brata Benedikta, koji je bio opat i osnivač tog velikog samostana. Kada je i on preminuo nakon nekoliko tjedana, i Benedikt je sahranjen u isti grob, kraj tijela svoje sestre. U Monte Cassinu se taj grob časti do danas; smatra se da je barem dio relikvija sv. Skolastike prenijet u Francusku krajem 7. stoljeća, u vrijeme kada je Monte Cassino ostao prazan nakon ratnih razaranja. U požaru koji je pogodio benediktinsku opatiju u Le Mansu 1134. godine, ostalo je od ondje pohranjenih relikvija sv. Skolastike očuvano tek nekoliko kostiju. Stanoviti dio relikvija sv. Skolastike čuva se do danas u rimokatoličkom ženskom benediktinskom samostanu u Žitomiru u Ukrajini.